# Fraataces
Fraates V, más conocido por su diminutivo Fraataces, gobernó el Imperio parto en el período (2 a. C.-4). Fue el hijo pequeño de Fraates IV. En algunas monedas se representa asociado a su madre Musa.
Bajo su reinado trató de romper la supremacía de Roma sobre Armenia y Media, pero cuando Augusto envió a su hijo adoptivo Cayo César con orden de invadir Partia, Fraataces prefirió concluir un tratado en el año 1, por el cual reconocía de nuevo a Armenia dentro de la esfera romana.
Poco después, sobre el año 4, Fraataces y su madre fueron asesinados. Según Flavio Josefo, Fraataces se casó con su madre, lo cual fue considerado inaceptable por los partos, que se rebelaron y le derrocaron, ofreciendo la corona a Orodes III.